# Bulbophyllum stictosepalum
Bulbophyllum stictosepalum là một loài phong lan thuộc chi Bulbophyllum.